# ورد وشوك (فلم)
ورد وشوك  فيلم دراما مصري للمخرج كمال صلاح الدين عام 1970 عن قصة المؤلف والمترجم فتحي عبد الهادي، وكتب السيناريو والحوار رامونا. الفيلم من بطولة ناهد شريف، محمد رشدي، نوال أبو الفتوح، آمال رمزي، سعيد صالح، ونجوى فؤاد  وتدور الأحداث حول قصة حب بين حسن وبسيمة وخطتهم للزواج ولكن يظن الجميع أن حسن مات في حادث سيارة فتلوذ بسيمة بالفرار من مدينتها بعد اكتشافها لحملها حيث تلتقطها الراقصة عزيزة وتتغير حياتها.
الفيلم هو الظهور الثاني للمخرج كمال صلاح الدين  في مجال الإخراج السينمائي والفيلم الثاني مع نفس الأبطال ناهد شريف ومحمد رشدي، كان الفيلم الأول هو "عدوية" عام 1968.
صدر الفيلم إلى دور العرض المصرية في أول يونيو 1970.
منح موقع قاعدة بيانات الأفلام العربية "السينما.كوم" الفيلم درجة 4.6/ 10.

## طاقم التمثيل
ناهد شريف: في دور بسيمة سالم عبد الحميد
محمد رشدي: في دور حسن درويش عثمان
نوال أبو الفتوح: في دور سميرة
آمال رمزي: في دور عدلات
سعيد صالح: في دور مشمش (شقيق عدلات)
نجوى فؤاد: في دور عزيزة (الراقصة)
محمد الدفراوي: في دور علي سالم عبد الحميد (شقيق بسيمة الأكبر)
عبد الخالق صالح: في دور الحاج حافظ (خال حسن)
نعيمة الصغير: في دور أم بسيمة
سيد زيان: في دور محمد سالم عبد الحميد (شقيق بسيمة الأصغر)
ملك الجمل: في دور أم إبراهيم (الداية)
إبراهيم سعفان: في دور حسني أفندي (رئيس حسن في العمل)
صالح الإسكندراني: في دور الحاج خليل
إبراهيم عمارة: في دور الدكتور محمد المصري (معالج بسيمة)
أحمد شوقي: في دور وكيل النيابة
سعيدة جلال: في دور راقصة في فرقة المعلمة الراقصة عزيزة
عصام وحيد: في دور شاب يتحرش ببسيمة في الشارع ليلاً
حامد مرسي: في دور رجل تصادفه بسيمة في الشارع ليلاً
فاروق علي: في دور سارق حافظة حسن
مختار السيد: في دور ضابط شرطة في القسم
حسين عرابي: في دور المعلم فولي جاد الله (سمسار الشقق)
نادية فؤاد: في دور راقصة في حفل الزفاف
صلاح يحيى: في دور أحد المهنئين بسلامة حسن
بالاشتراك مع: أمينة الشريعي – زيزي مناع – حورية محمد – نصر سيف – سعاد عبد العزيز – نبيل الشاذلي – فؤاد دسوقي – بديع صليب – منصور الجوهري – محمد حسن علي – صالح العويل.
كمال صلاح الدين (المخرج): ظهر في دور "الكاميو" (ظهور خاطف لثواني أو دقائق) في قسم الشرطة جالساً ينتظر بجوار ضابط الشرطة أثناء حوار بطل الفيلم "حسن" مع ضابط الشرطة عن سرقة ماله وأوراقه في القاهرة.

## موسيقى وأغاني الفيلم
تخلل الفيلم أغنيتين للمطرب محمد رشدي  الأولى في حفل زفاف نعمات، والثانية عندما يفقد حسن حبه ويسير وحيداُ يغني.
أغنية "الواد من بورسعيد": كلمات عاطف رزق – لحن محمد رشدي 
أغنية "آه يا هوى": كلمات محمد كمال بدر – لحن إبراهيم رأفت 

## أحداث الفيلم
تدور الأحداث في مدينة طنطا حيث يقيم في منطقة شعبية الموظف البسيط حسن درويش عثمان (محمد رشدي)، وجارته الشابة الجميلة بسيمه سالم عبد الحميد (ناهد شريف) ويجمع بينهم الحب منذ الصغر، وتجمع بينهم أيضا اللحظات الحلوة على شواطئ الاسكندرية. يختلي حسن بحبيبته بسيمة ويفقدها عذريتها، ويتفق معها على عقد قرانهما والزفاف في ليلة واحدة، ويسارع إلى الحاج خليل (صالح الإسكندراني) ليتسلم ماله من مدخرات، بينما يتفق الحاج حافظ (عبد الخالق صالح)، خال حسن، مع شقيق بسيمة الأصغر محمد (سيد زيان) على زواج حسن من بسيمة، ويتسلم محمد "مهر" شقيقته ويقرر عقد القران بعد خروج شقيق بسيمة الأكبر علي (محمد الدفراوي) من السجن وذلك بعد شهر. تشعر بسيمة بتعب مستمر فيصحبها حسن إلى الدكتور محمد المصري (إبراهيم عمارة) الذي يخبرهم بحملها، ويطمأن حسن حبيبته ويسرع بالسفر إلى القاهرة لشراء ما يلزم للزواج. يصل حسن إلى القاهرة وتسرق حافظته بما فيها من نقود وبطاقته الشخصية، وتصدم سيارة مسرعة اللص (فاروق علي)، وتقتله، ويعتقد الجميع أن حسن هو من فقد حياته، نظراً لوجود أوراق ومستندات حسن مع اللص، بل أن الشرطة تبلغ أهل حسن بوفاته. تعرف بسيمة بخبر وفاة حسن، وتحاول أن تخفي أعراض الحمل، ولكنها لا تجد مفرًا سوى الهرب من بيت أهلها ومدينتها بعد أن ذهبت إلى أم أبراهيم (ملك الجمل) الداية التي ترفض مساعدتها لظروف وفاة شابة كانت أم إبراهيم قد ساعدتها منذ أيام. تترك بسيمة خطاب لوالدتها (نعيمة الصغير) تذكر فيه ما أصابها ونيتها الانتحار، وتلوذ بالفرار من مدينتها إلى الإسكندرية، ويقرأ شقيقها علي، الذي خرج تواً من سجنه، الخطاب ويطعن حسن طعنات، ولكنها غير قاتلة، بينما كان حسن يرحب بخروجه من محبسه. يرفض حسن الإعتراف بجريمة "علي" أمام وكيل النيابة (أحمد شوقي) ولكن شهادة الجميع بطعنات "علي" تودي به إلى السجن، بينما تلتقط الراقصة عزيزة (نجوى فؤاد) الهاربة بسيمة وتسمح لها بالإقامة في بيتها. ينصح حسني أفندي (إبراهيم سعفان)، رئيس حسن في العمل، بأن ينسى حسن ما فات ويبحث عن فتاة جديدة تنسيه ما حدث ولكن الشاب المحب لا يستمع لنصائح أحد. تتعرف بسيمة بالشاب مشمش (سعيد صالح) مساعد الراقصة عزيزة وشقيق عدلات (آمال رمزي) الراقصة ضمن فرقة المعلمة عزيزة ويحبها، بينما تقع سميرة (نوال أبو الفتوح) المقيمة بنفس "البنسيون" الذي يقيم فيه حسن في حبه بالرغم من عزوفه عنها لتمسكه بحلم حبيبته الأولى. يغادر حسن البنسيون هرباً من مطاردة سميرة، بينما تستعد بسيمة للزواج من مشمش ولكن حسن يشاهدها ويتبعها لمكان حفل زفافها وتنكشف الأمور ويرضخ مشمش لنداء حب بسيمة لحسن.

## وصلات خارجية
- ورد وشوك على موقع الدهليز
- ورد وشوك على موقع قاعدة بيانات الأفلام العربية
- ورد وشوك على موقع الدهليز
- ورد وشوك على موقع كاروهات